# Ценина
Ценина (лат. Caenina, др.-греч. Καινίνη) — древний латинский или сабинский город в Старом Лации, находившийся на дороге из Рима в Тибур, на правом берегу реки Аниен (точное расположение неизвестно). Российский исследователь Коптев А. В. размещал город на одной из вершин Капитолийского холма.

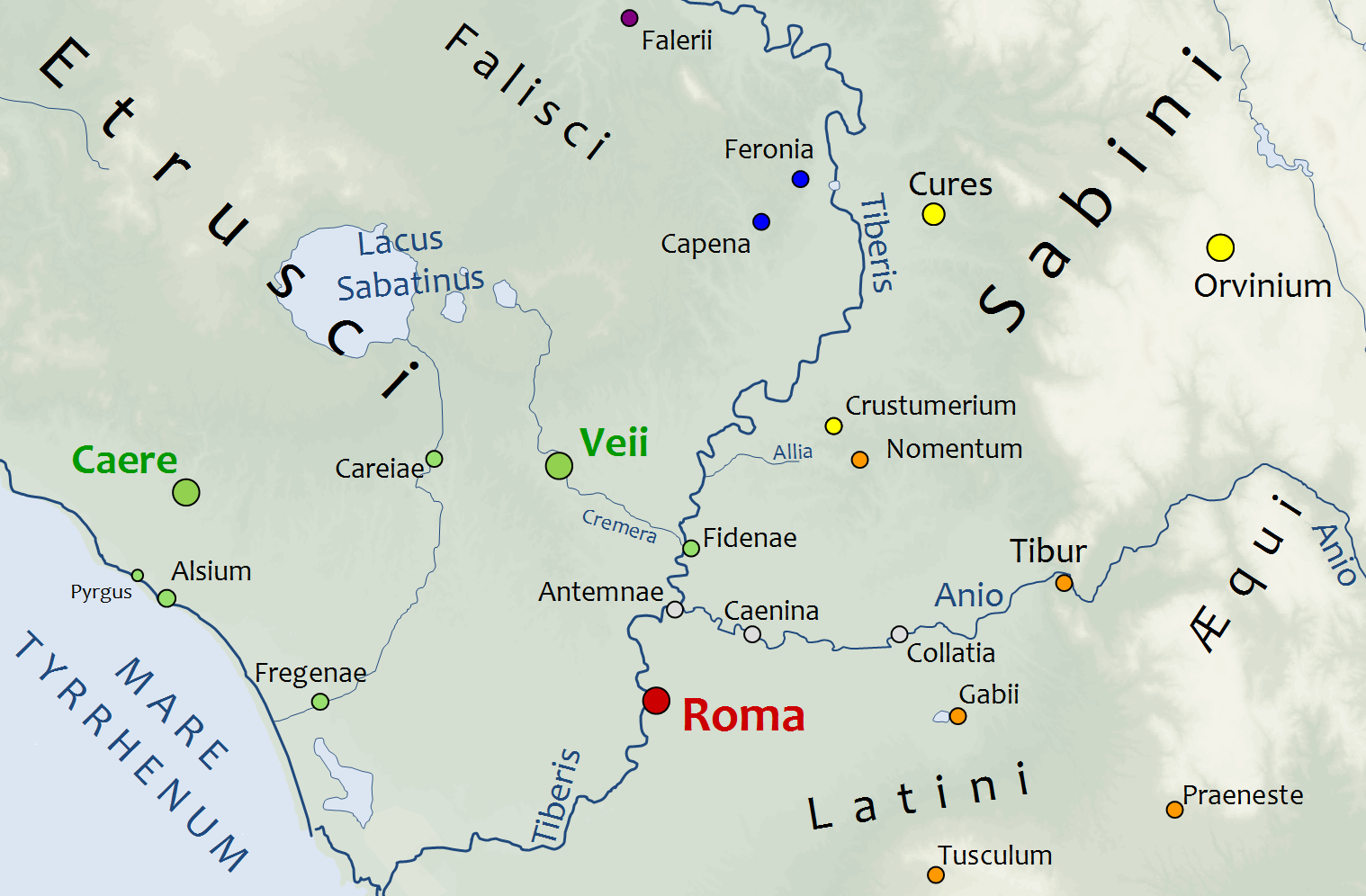
Примерное положение Ценины на карте Старого Лация

По мнению античных авторов был намного древнее Рима. Дионисий Галикарнасский пишет, что раньше в этих местах жили сикелы (сикулы), затем их вытеснили прибывшие из Аркадии энотры, известные в Италии как «аборигины». По Диодору, этот город в числе прочих латинских поселений был основан мифическим царем Альба-Лонги Латином Сильвием). Плутарх и Стефан Византийский считают Ценину сабинским городом.
Известен тем, что, по преданию, именно с Цениной у римлян была первая в их истории война, которая последовала за похищением сабинянок. Среди захваченных женщин были и жительницы Ценины, Антемн и Крустумерия. Обитатели этих городов, находившихся к Риму ближе всего, были очень обеспокоены тем, что Ромул основал на соседних холмах разбойничье поселение, угрожавшее всей округе, а потому предложили сабинам объединиться и уничтожить это гнездо разбойников. Царь сабинов Тит Таций колебался, тогда было решено выступить без него. Правитель Ценины Акрон первым из союзников напал на римские владения, но был разбит. Римляне захватили лагерь противника, затем на плечах отступающих ворвались в город. Самого Акрона Ромул убил в бою. Затем были захвачены Антемны.

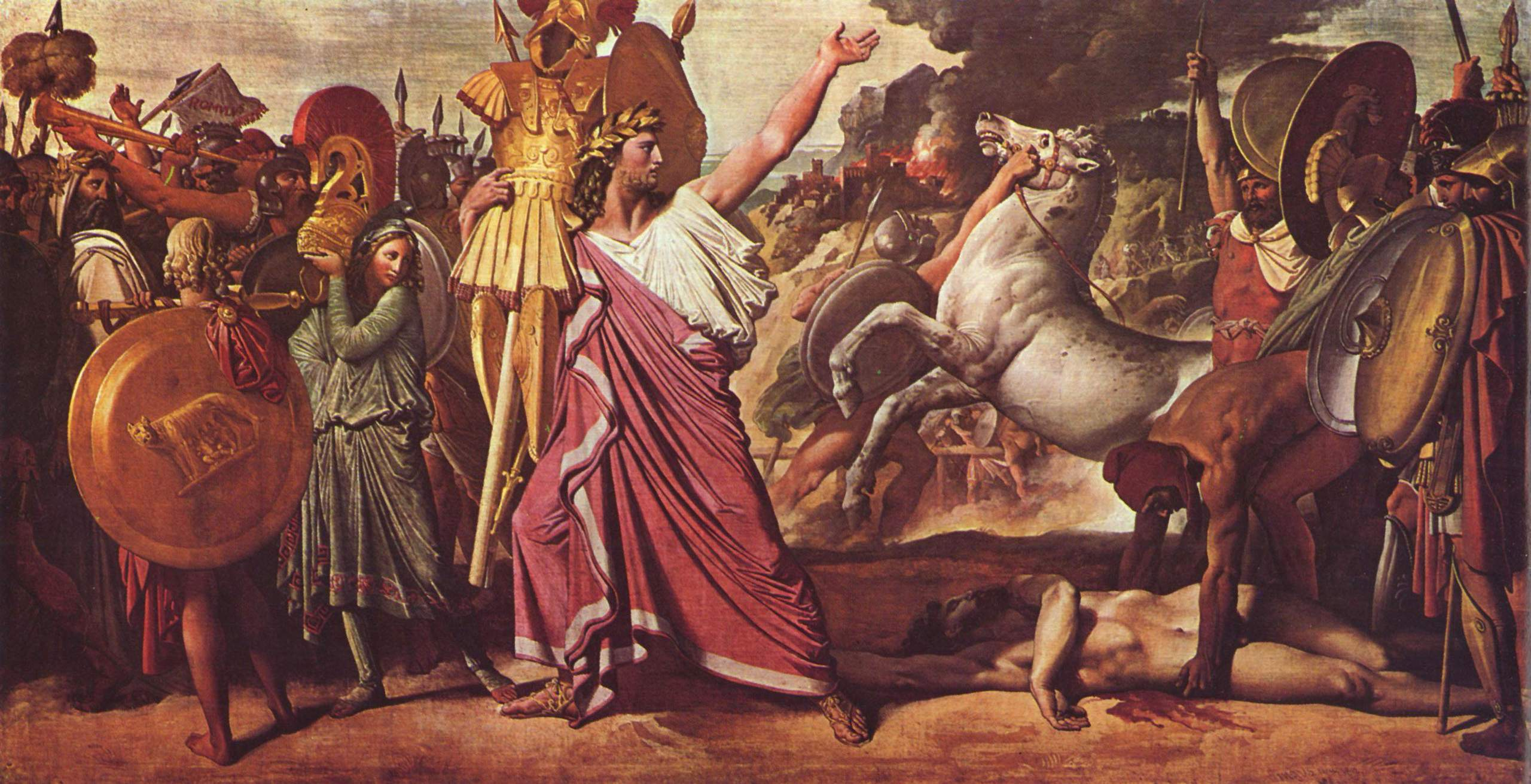
Жан-Огюст-Доминик Энгр. «Ромул, победитель Акрона, приносит пышный доспех в храм Юпитера Феретрия» (1812). Национальная высшая школа изящных искусств (Париж)

В занятые города были выведены римские колонии (по 300 человек), а часть ценинцев и антемнатов переселена в Рим, где они получили права гражданства (по словам Дионисия, не менее 3 тыс. человек). Такое пополнение позволило довести численность римского войска до 6 тысяч.
Согласно преданию, победа над ценинцами была отмечена первым в римской истории триумфом. Триумфальные фасты датируют его мартовскими календами 2-го года от основания Рима (752/751 до н. э.) Ромул основал на вершине Капитолия храм Юпитера Феретрия, самый древний в Риме, и торжественно посвятил туда доспехи, снятые с Акрона (spolia opima).
Общинный культ Ценины был также перенесен в Рим, где его передали в ведение коллегии sacerdotes Caeninenses (ценинских жрецов). Глава этой коллегии именовался summus Caeninensis. Этот культ засвидетельствован надписями ещё и в императорскую эпоху, хотя сам город, превратившийся в римскую колонию, к тому времени давно перестал существовать. Ко временам Плиния Старшего Рим настолько разросся, что поглотил древние окрестные города, и в их числе Ценину.